# 물고기의 축제
《물고기의 축제》는 유미리의 1993년 희곡 작품이다. 작가의 너무나 불행한 인생체험이 희화화를 통해서 강한 충격을 안겨 주었다. 가정결손으로 인한 상처와 재일교포로서 겪어야 하는 냉대와 소외를 견디다 못해 여러 번 자살을 시도했다는 그녀의 치열한 자전적 불행이 극에 다양한 색채로 배여 있다.